# アウデーモ・セラフィン・ガルシア・ジュニオル

アウデーモ・セラフィン・ガルシア・ジュニオル

アウデーモ・セラフィン・ガルシア・ジュニオール（ポルトガル語:Aldemo Serafim Garcia Júnior、1959年4月24日 - ）は、ブラジルの外交官。ブラジル外務省において二等公使（Ministro de Segunda Classe）の階級を有する。

## 経歴
ガルシア・ジュニオールは1959年4月24日、ブラジル・リオグランデ・ド・ノルテ州ナタルに生まれる。両親はアウデーモ・セラフィン・ガルシアとジョアナ・ダルク・デ・アンドラーデ・ガルシア。
1983年、ブラジル外務省に入省し、三等書記官として外交官キャリアを開始。1984年から1986年にかけてアジア・オセアニア第一課に配属され、その後、展示・観光部門で勤務。1986年にはカーボベルデで開催されたブラジル産業展示会においてパビリオンの責任者を務め、同年、香港国際食品見本市、1987年にはジュネーブ世界電気通信展でパビリオンの責任者を歴任した。

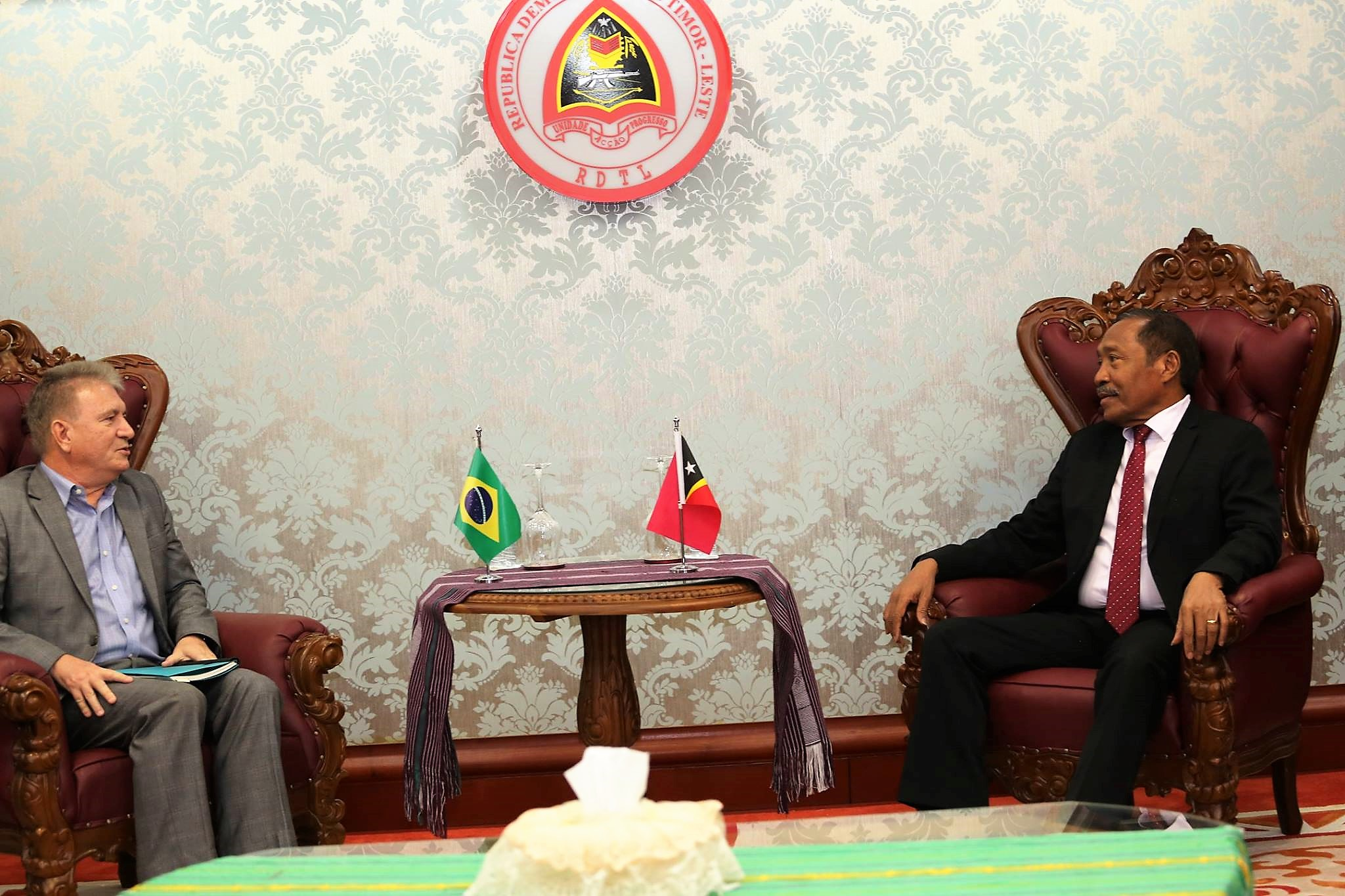
アウデーモ・セラフィン・ガルシア・ジュニオールと東ティモール国防大臣フィロメノ・パイションとの会談 (2019)

1988年から1991年までフランス・パリのブラジル大使館に二等書記官として勤務。1990年にはカメルーン・ヤウンデ大使館で臨時代理大使を務めた。1992年から1994年にはアルジェリア・アルジェ大使館にて二等書記官および臨時代理大使を歴任。
その後、1994年から1997年にかけて、ブラジル国会対外関係部門に顧問として勤務し、1996年にはトーゴ・ロメ大使館で臨時代理大使を務めた。1997年から2001年には、**米州機構（OEA）代表部（ワシントンD.C.）に一等書記官として勤務し、1998年には第23回米州薬物乱用対策委員会（テグシガルパ）**でブラジル代表団の団長を務めた。
2001年から2003年にかけてブラジル文化省においてジュセリーノ・クビチェック大統領生誕100周年記念委員会の事務局長を務めた。その後、ブラジル下院議長国際関係顧問（2003-2005）、**外務省特別顧問および国会関係担当顧問（2005-2006）**を歴任。
2006年、カナダ・トロントのブラジル総領事館に副総領事代理として赴任。2011年まで同職にあったが、その間、エルサルバドル大使館（2008年）、クウェート大使館（2009年）、**日本・名古屋総領事館（2009年）**で臨時代理大使を務めた。2011年から2013年にかけてブラジル通信省の国際顧問室長を務めた。その後、連邦議会上院の外交防衛委員会顧問、大統領府安全保障室特別顧問を歴任。
2016年1月29日、ジルマ・ルセフ大統領によって東ティモール駐在ブラジル大使に任命された[2]。同年2月23日、ブラジル連邦上院により正式に承認された[1]。2020年11月17日、東ティモール大使としての任務を終了した[3]。

## 賞状
- 2002年：ジュセリーノ・クビチェック大統領生誕100周年記念メダル（銀）、ブラジル文化省
- 2004年：リオ・ブランコ勲章（コメンダドール位）
- 2011年：ジュセリーノ・クビチェック大統領メダル（ミナス・ジェライス州政府）